# Fuerteventura
Fuerteventura è un'isola subtropicale delle Canarie (Spagna), situata nell'Oceano Atlantico, circa 120 km al largo della costa africana.
La superficie dell'isola è di 1.659,74 km², la popolazione di 120.021 abitanti (2022). La capitale dell'isola è Puerto del Rosario (Puerto Cabras fino al 1956).
Da un punto di vista amministrativo fa parte della provincia di Las Palmas ed è divisa in sei municipalità: Antigua, Betancuria, La Oliva, Pájara, Puerto del Rosario e Tuineje, gli insediamenti e centri abitati distribuiti fra queste sono 67. Il vicino Islote de Lobos fa parte della municipalità di La Oliva.

## Geografia
Con una superficie di 1.659 km² Fuerteventura è la seconda isola delle Canarie per dimensioni dopo Tenerife (che ha 2.034,38 km²) e la più vicina alle coste africane da cui dista 97 km.
A nord-est, a soli 6 km di distanza, si trova la piccola isola di Lobos, la cui superficie è di 4,58 km² e che dipende da Fuerteventura.
Dal punto di vista geologico, è ritenuta la più vecchia delle Canarie. Formatasi a partire da eruzioni vulcaniche sottomarine, le ultime eruzioni hanno avuto luogo circa 5.000 anni fa, da quel momento l'erosione ha plasmato il paesaggio che oggi la caratterizza.
L'isola è situata alla stessa latitudine della Florida e del Messico e la temperatura scende di rado sotto i 18 °C o sopra i 24 °C. Con i suoi 362 km di costa, sull'isola ci sono più di 152 spiagge lungo la costa: 50 chilometri di sabbia fine e bianca e 25 di ghiaino vulcanico. Queste particolarità la rendono la seconda isola con più longitudine di costa dell'arcipelago.
Gran parte dell'interno, con le sue ampie pianure e i rilievi vulcanici, consiste di aree protette, che possono essere esplorate in fuoristrada o con moto da cross. La montagna più alta dell'isola, il Pico de la Zarza, si trova nella penisola di Jandía e raggiunge un'altezza di 807 metri.

## Storia
Il colorito passato dell'isola si può rintracciare nei reperti antichi, nei monumenti, nei musei e nei siti archeologici dell’isola. 

### Storia antica
Alcuni ritrovamenti archeologici documentano l'esistenza di insediamenti fenici sull'isola, come nella vicina Lanzarote.
Nell'antichità l'isola era nota, tra gli altri nomi, come Planaria in riferimento alla piattezza di gran parte del suo profilo o come Herbaria che probabilmente deriva dal termine berbero bani che significa muro. Questa teoria è supportata dal fatto che quando i primi colonizzatori europei sbarcarono sull'isola la trovarono divisa in due regni: Maxorata, governato dal sovrano Guize, e Jandía, i quali erano divisi da La Pared (La Parete), un muro del quale nessun resto è giunto ai giorni nostri.

### Colonizzazione spagnola
La conquista dell'isola iniziò seriamente nel 1402, al comando dai cavalieri e crociati francesi Jean de Béthencourt e Gadifer de la Salle. Arrivarono con solo 63 marinai sui 283 originari, poiché molti avevano disertato lungo la strada. Dopo essere arrivati e stabilirsi a Lanzarote, gli invasori fecero alcune prime escursioni nelle isole vicine. Nel 1404 Bethencourt e Gadifer fondarono Betancuria, sulla costa occidentale, il primo insediamento dell'isola. Dopo numerose difficoltà, Gadifer si fece carico dell'invasione, mentre Bethencourt tornò in Spagna per cercare il riconoscimento e l'appoggio del re castigliano, Enrico III.
Il nome attuale dell'isola si ritiene derivi da una esclamazione dello stesso Bethencourt: "Que fuerte aventure!" ("Che grande avventura"). Una spiegazione meno romantica è che il nome significhi semplicemente "vento forte".
Nel 1424 il papa Martino V eresse a Betancuria il breve Vescovado di Fuerteventura, che comprendeva tutte le isole Canarie, tranne l'isola di Lanzarote. L'origine di questa diocesi è correlata agli eventi che si verificarono dopo il Grande Scisma (1378-1417); infatti il vescovo di San Marcial del Rubicón di Lanzarote (sola diocesi al momento delle Isole Canarie) non aveva riconosciuto il pontificato di Martino V in quanto era un sostenitore dell'Antipapa Benedetto XIII. Il Vescovado di Fuerteventura ebbe sede nella parrocchia di Santa María de Betancuria, che aveva il rango di cattedrale. Il Vescovado fu abolito, durante il pontificato di Martino V, solo sette anni dopo la sua creazione nel 1433 e il suo territorio tornò sotto la giurisdizione della Diocesi di San Marcial del Rubicón.
Nel 1742 i Colonnelli della famiglia Cabrera-Bethencourt trasferiscono la loro residenza stabile a Betancuria creando la Casa dei colonnelli (Casa de los Coroneles) in un momento in cui il potere signorile si trovava in declino, assumendo poco a poco il potere civile e nominando cariche pubbliche.
Il 30 dicembre del 1834 si creò  il municipio di Puerto Cabras, indipendente da Tetir, e si cominciarono così le prime funzioni municipali l'anno seguente. Puerto Cabras, nel 1860, divenne la capitale dell'isola a discapito di Betancuria.
Il 27 febbraio 1924 lo scrittore Miguel de Unamuno fu esiliato a Fuerteventura dal dittatore Miguel Primo de Rivera.
Nel 1927, Fuerteventura e Lanzarote divennero parte della provincia di Las Palmas.
La sede del governo insulare (cabildo insular) è a Puerto del Rosario, città creata a partire dell'anteriore capitale dell'isola, Puerto Cabras. 
Data la vicinanza all'Africa, molti emigranti clandestini africani cercano di entrare nell'Unione europea passando di qui, dopo un pericoloso viaggio in barca dal Marocco, specialmente durante i primi anni del 1960.
Il 18 gennaio 1994, la SS American Star si è arenata nei pressi di Playa de Garcey durante una tempesta spezzandosi in due tronconi. Nel 2007 la nave si è abbattuta su un fianco finendo quasi completamente sommersa. Nel 2008 il relitto, infine, è scivolato sotto la superficie dell'acqua e non è quasi più visibile se non immergendosi.

## Economia

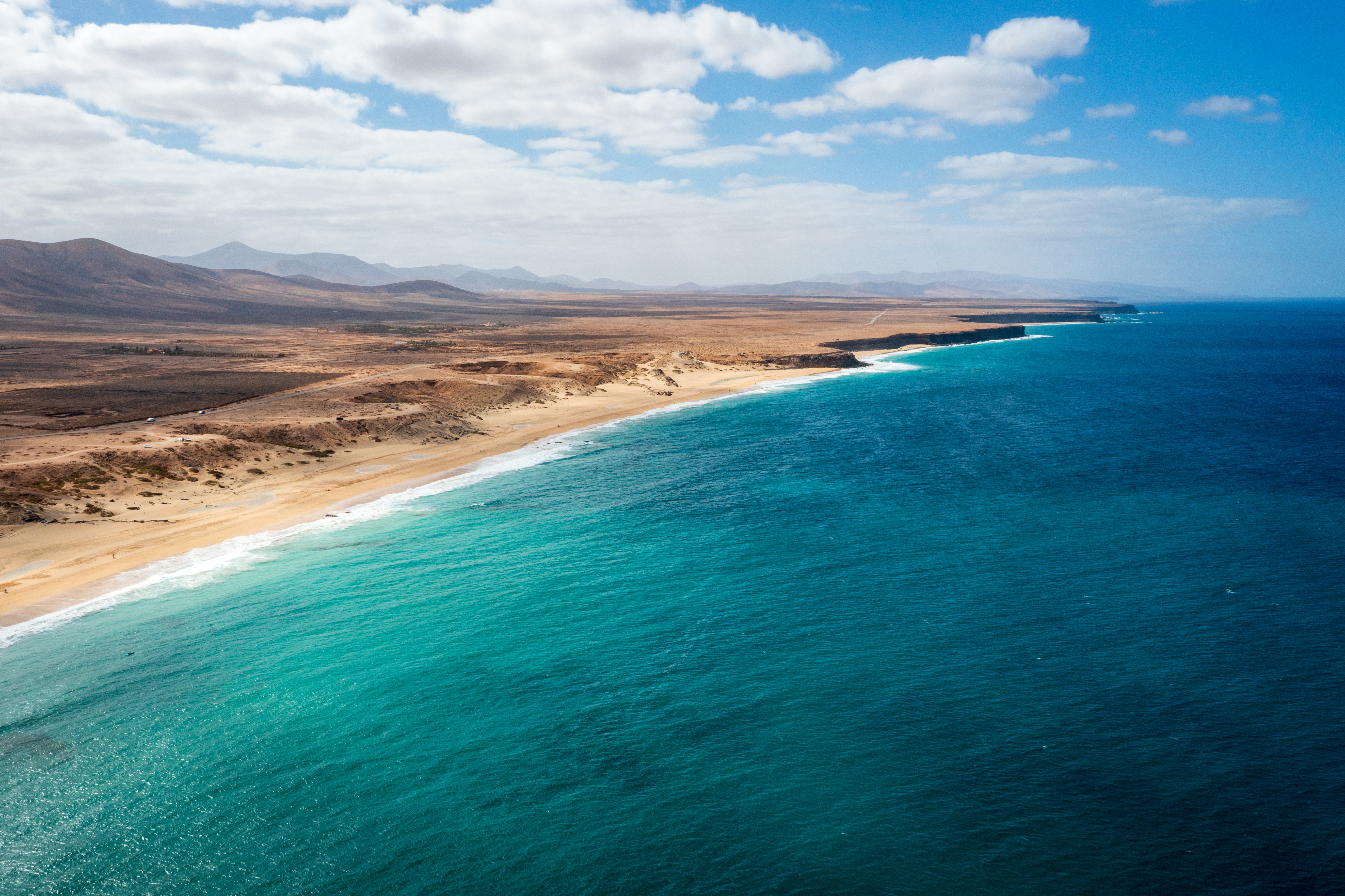
Spiaggia di La Oliva

Sia Fuerteventura che Lanzarote sono stati i principali esportatori di grano e cereali nelle isole centrali dell'arcipelago nel corso dei secoli XVI, XVII e XVIII: Tenerife e Gran Canaria..
Il primo hotel per turisti venne costruito nel 1965, seguito dalla costruzione dell'aeroporto di El Matorral, che sancì la nascita di una nuova era per l'isola. Fuerteventura, infatti, divenne rapidamente una delle principali destinazioni turistiche europee.
Gli alisei estivi e le onde di marea invernali dell'Atlantico fanno dell'isola, per tutto l'anno, un paradiso dei surfisti e windsurfisti. Velisti, subacquei e pescatori d'altura sono attratti dalle acque dell'Atlantico, dove è facile imbattersi in balene, delfini, pesci spada e tartarughe.

## Prodotti tropicali delle Canarie
I prodotti tropicali degustabili in queste isole comprendono la frutta esotica, come papaya, avocado, mango e platano (banane tropicali), i succhi di frutti tropicali e altri prodotti tipici, come il miele di palma, la marmellata di cactus, la crema di banane tropicali canarie, ed anche le "papas arrugadas". Il nome delle famose " papas arrugadas" si riferisce alla loro buccia segnata da "rughe", in spagnolo " arrugas". Bollite in acqua salata vengono servite con salsa all'aglio (Alioli) o piccante (Mojo picón).
L'aloe vera, una pianta grassa tropicale nativa della Penisola arabica, oggi ampiamente coltivata da parte dei cittadini, era considerata sacra dagli indigeni aborigeni (Guanci). Il succo è ritenuto energetico, ricostituente ed utile contro il mal di stomaco. Il gel è usato in pomate per guarire le scottature e per curare dolori muscolari, inoltre viene utilizzato come ingrediente di creme di bellezza per viso e corpo.

## Simboli naturali
I simboli naturali di Fuerteventura sono: Chlamydotis undulata fuertaventurae (ubara, avutarda) e Euphorbia handiensis (cardón de Jandía).

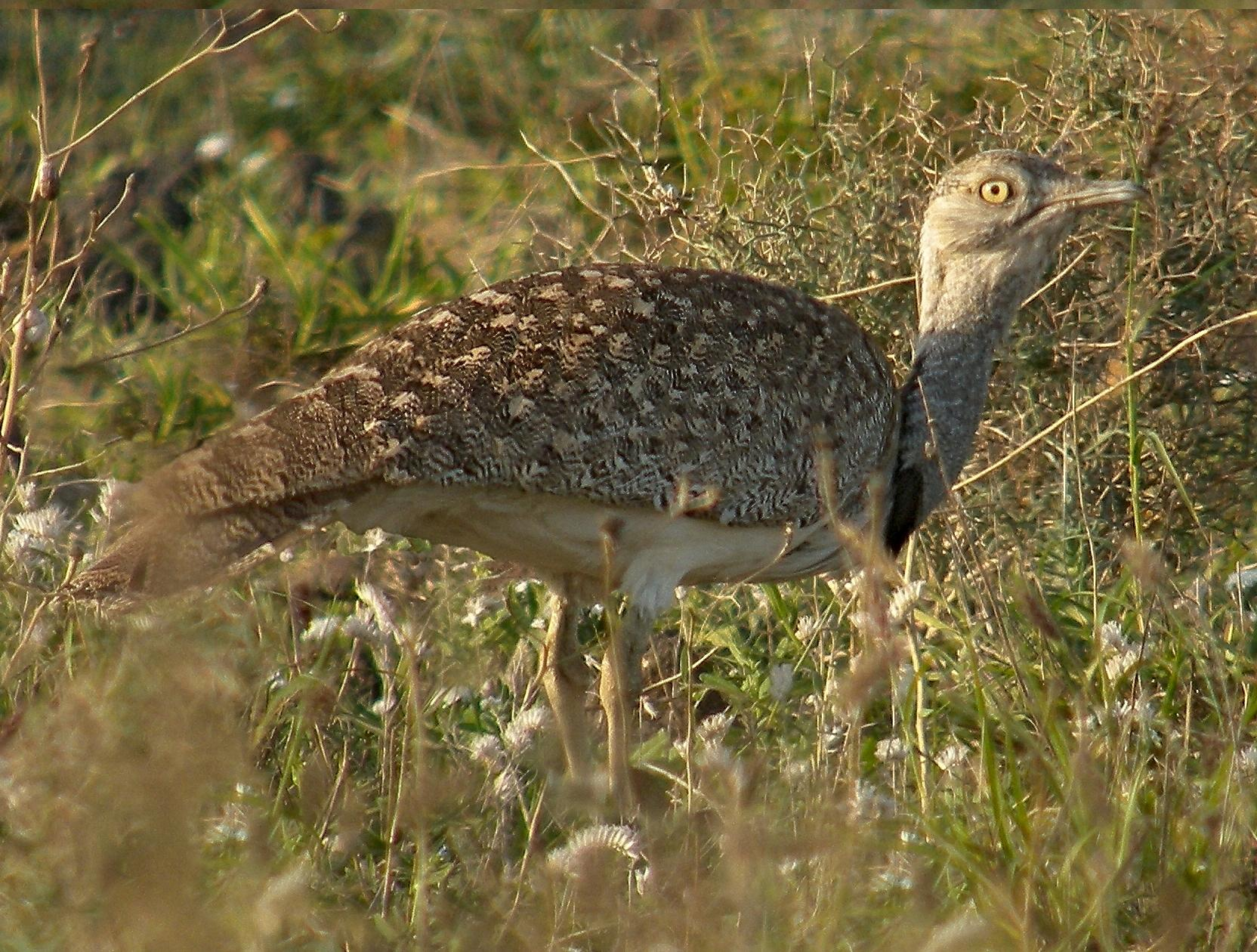
Chlamydotis undulata fuertaventurae
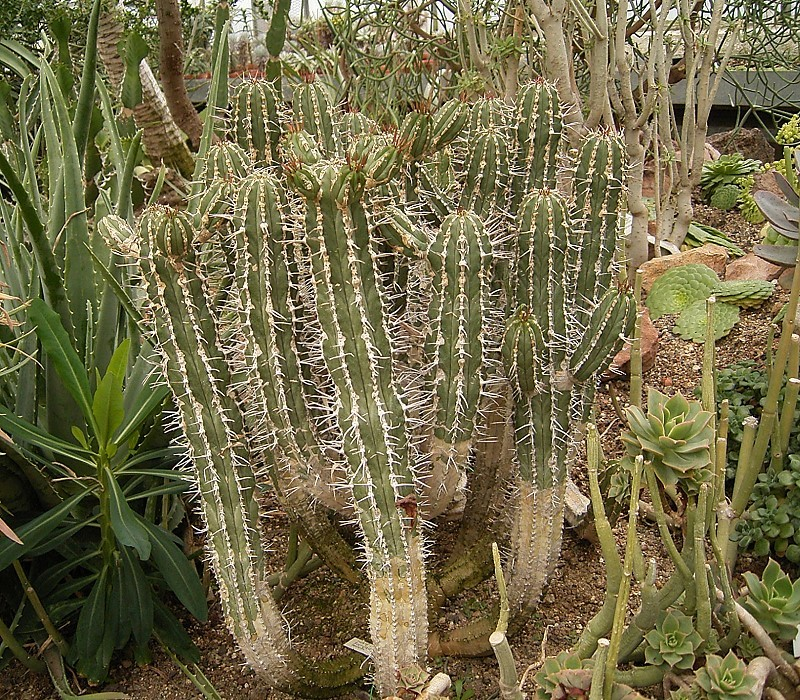
Euphorbia handiensis

## Infrastrutture e trasporti
Sull'isola si trova un aeroporto interno a circa 5 km da Puerto del Rosario. 
L'aeroporto di Fuerteventura (codice IATA: FUE) di medie dimensioni, dispone di un solo terminal ed è situato a circa 4 km da Puerto del Rosario in località El Matorral. Fu aperto per la prima volta nel 1954.
Puerto del Rosario è il principale porto dell'isola, il traffico passeggeri verso le altre isole dell'arcipelago è principalmente concentrato invece nei porti di Corralejo, Gran Tarajal e Morro Jable.
L'isola è percorsa da una fitta rete stradale e servita da numerose linee di trasporto pubblico

## Celebrazioni
Nel comune di Betancuria, in Vega de Río Palmas, sono organizzate ogni anno, terzo sabato del mese di settembre, festeggiamenti in onore della Virgen de la Peña, patrona dell'isola di Fuerteventura.
Come in altre Isole Canarie, anche Fuerteventura festeggia il carnevale.
Dal 1983 il 30 maggio si festeggia in tutte le isole canarie el "Día de Canarias".

## Spiagge
La posizione geografica dell'isola ha permesso alle sabbie del Sahara di depositarsi sulle coste creando numerosissime spiagge. Le più popolari sono: 
- Antigua:
  - Caleta del Fuste
  - Pozo Negro, di origine vulcanica, con sabbia scura, prende il nome dal caratteristico paesino di pescatori a cui appartiene
  - El Muellito
- Pajara
  - Cofete, raggiungibile con strada sterrata, attorniata da un paesaggio naturale.
  - Barlovento, separata dalla civiltà da 15 km di strada sterrata.
  - Sotavento, caratterizzata dall'alternarsi delle maree che coprono e scoprono ettari di spiaggia, formando lagune dove si può passeggiare in 40 cm di acqua.
  - Morro Jable, area naturale protetta, caratterizzata dalla presenza di vegetazione resistente alle varie maree.
- La Oliva
  - El Cotillo, di sabbia chiara, spiaggia lunghissima dedicata ai surfisti e ai romantici per i tramonti indimenticabili
  - Le dune di Corralejo, enorme deserto (il più grande deserto Europeo) che si estende per chilometri a partire dalla parte orientale di Corralejo. Caratteristiche costruzioni in pietra nera a forma di nido permettono di ripararsi dal vento.
- Puerto del Rosario
  - Las Lajas
- Tuineje
  - Gran Tarajal, spiaggia di 1km di sabbia nera molto calda, spiaggia adatta alle famiglie e ai bambini, ricca di attrezzature come il campetto da calcio sulla spiaggia.
  - Las Playitas, caratterizzata dalla sabbia nera di origine vulcanica.

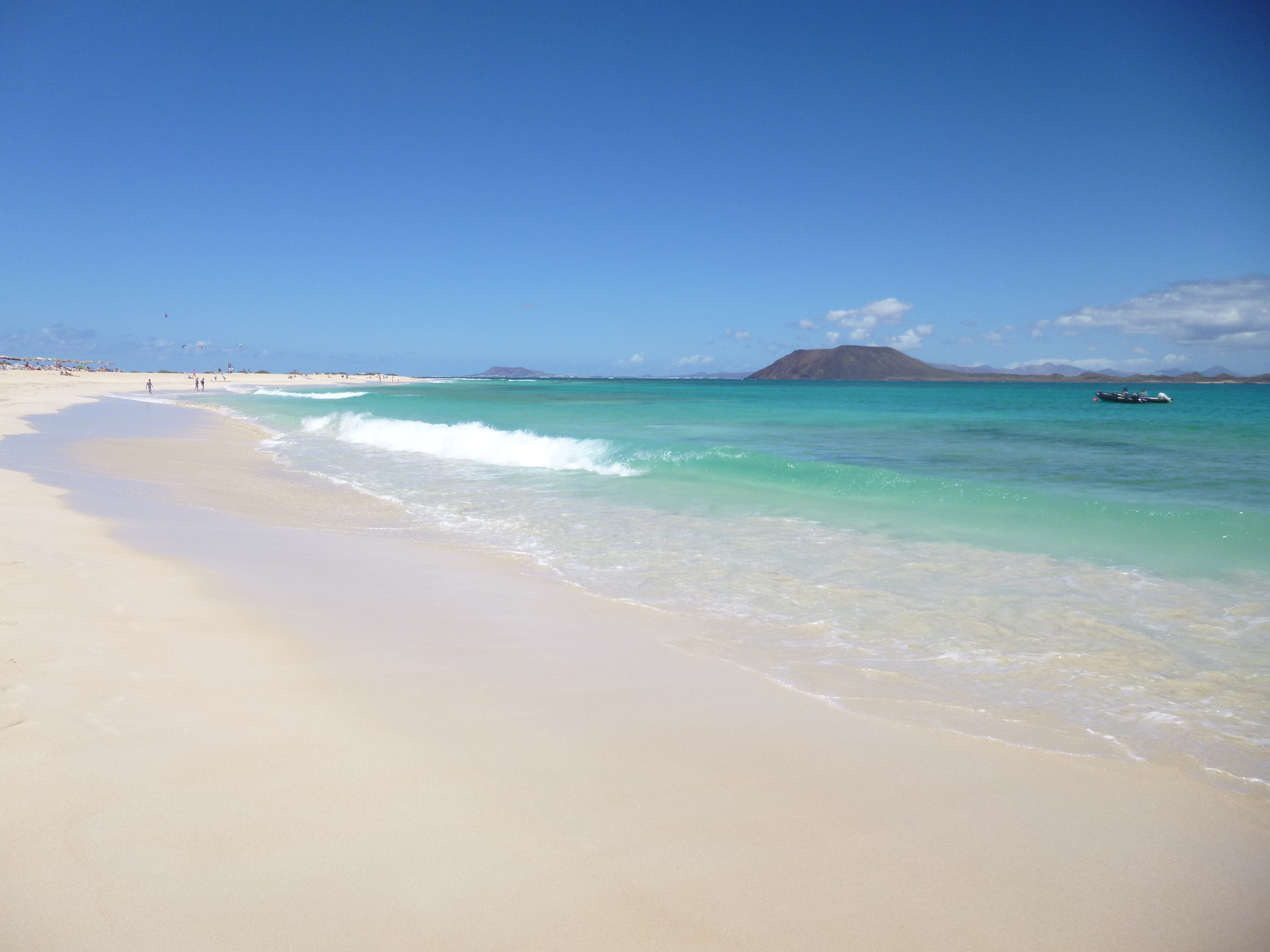
La spiaggia di Corralejo
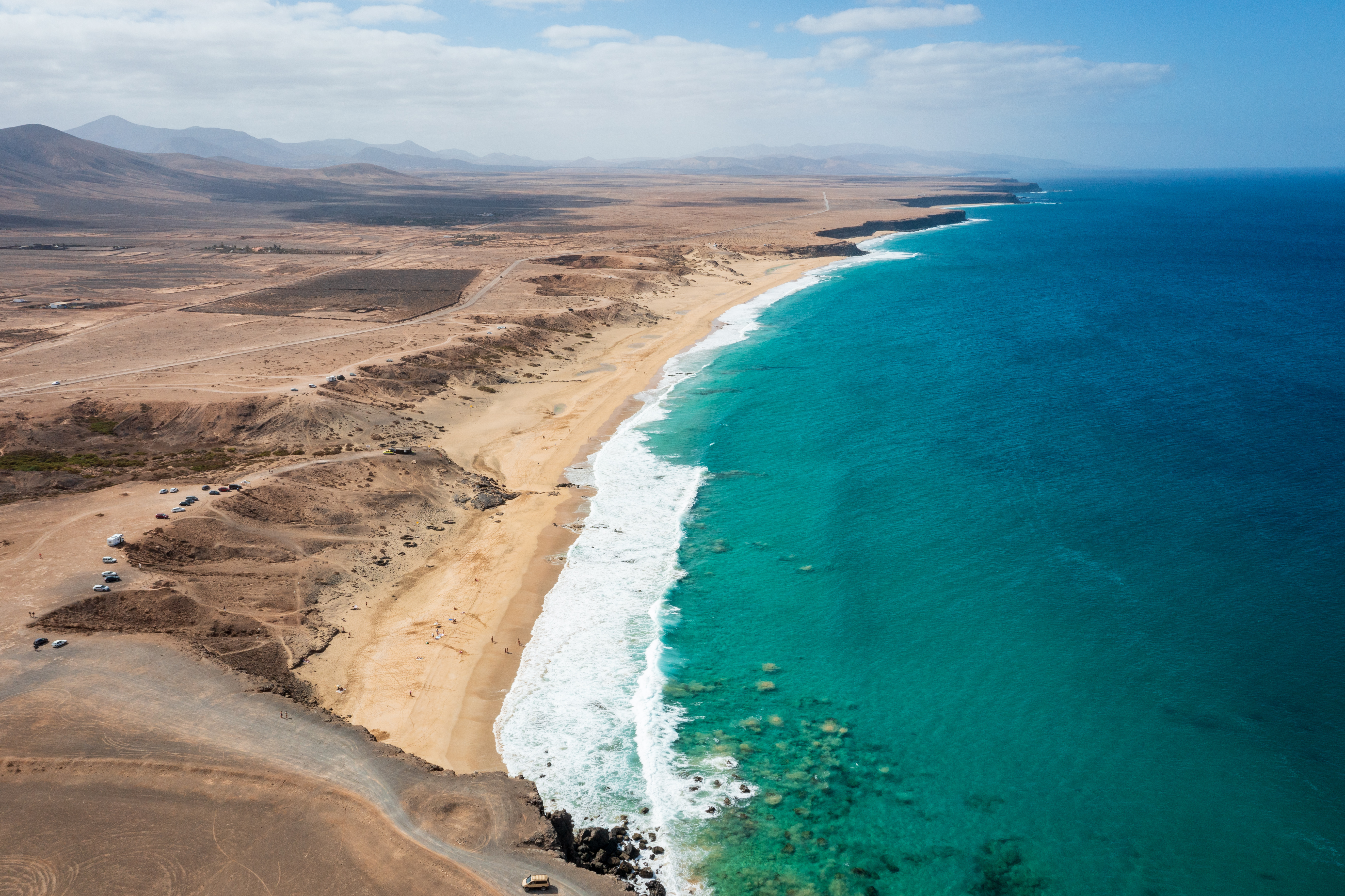
Playa El Cotillo
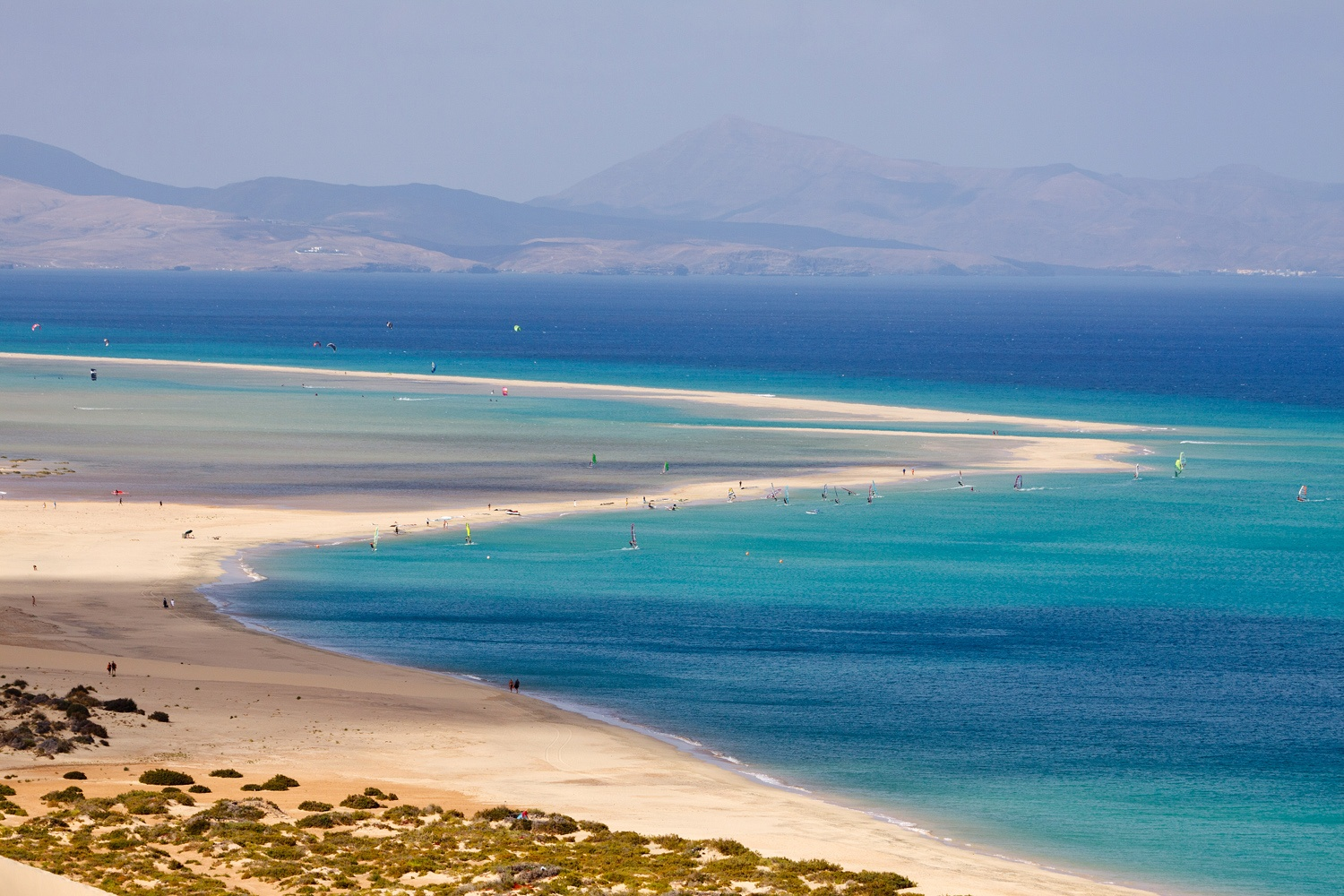
Playa de Sotavento